# Småfläckig sumphöna
Småfläckig sumphöna (Porzana porzana) är en fågel som tillhör familjen rallar. Den häckar i våtmarker i Europa och västra Asien. Vintertid flyttar den till södra Asien och östra Afrika. Beståndet anses globalt vara livskraftigt. I Sverige är den dock ovanlig och minskar i antal, så pass att den är upptagen på Artdatabankens röda lista över hotade arter.

## Utseende och läte
Den småfläckiga sumphönan är 19–22,5 centimeter lång, kompakt och något mindre än vattenrallen. Den skiljs också från denna genom den korta raka näbben, som är gul med röd bas. Könen har mycket liknande fjäderdräkt men hanen är något större. I adult dräkt är den mestadels brun på ovansidan och blågrå på bröstet, med mörka band och distinkta vita fläckar på sidorna. I juvenil dräkt är den liknande, men med brun grundfärg istället för blågrå. Den har gröngula ben med långa tår och kort stjärt som undertill är ljust sandfärgad. Dunungarna är svarta, som hos alla rallar.

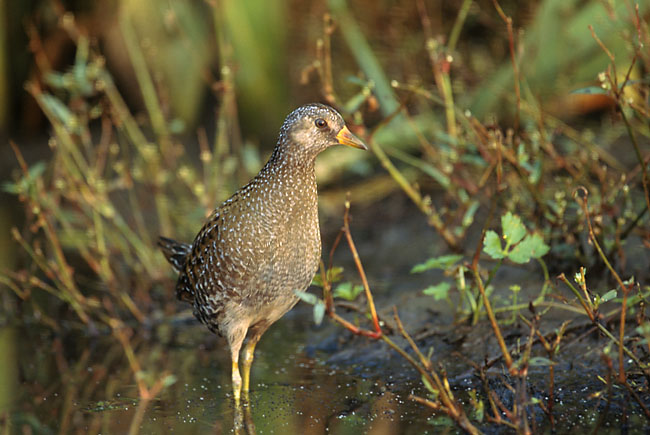
Juvenil dräkt.

Under häckningssäsongen är den småfläckiga sumphönan skygg och hörs mer än den syns. Den är då en högljudd fågel med ett typiskt upprepat taktfast visslande huitt, huitt, huitt-läte, som kan höras kilometervis. Det är lättare att se den under flyttningen.

## Utbredning och systematik
Småfläckig sumphöna häckar över större delen av Europa och i västra Asien. I Europa häckar den huvudsakligen i östra delarna, men förekommer också mycket lokalt i Storbritannien och från centrala Fennoskandia fläckvist söderut till centrala Iberiska halvön, centrala Italien och norra Balkanhalvön. Den är en flyttfågel som övervintrar i Afrika – där främst i östra och södra delarna, men inte så långt söderut som Sydafrika – och i Indien, Pakistan och Nepal. Ett fåtal övervintrar på Iberiska halvön och i nordvästra Afrika. Under flyttningen ses den i ett vidare område i Europa och Mellanöstern, västerut till Kanarieöarna. Trots sitt vida utbredningsområde behandlas den som monotypisk, det vill säga att den inte delas in i några underarter.

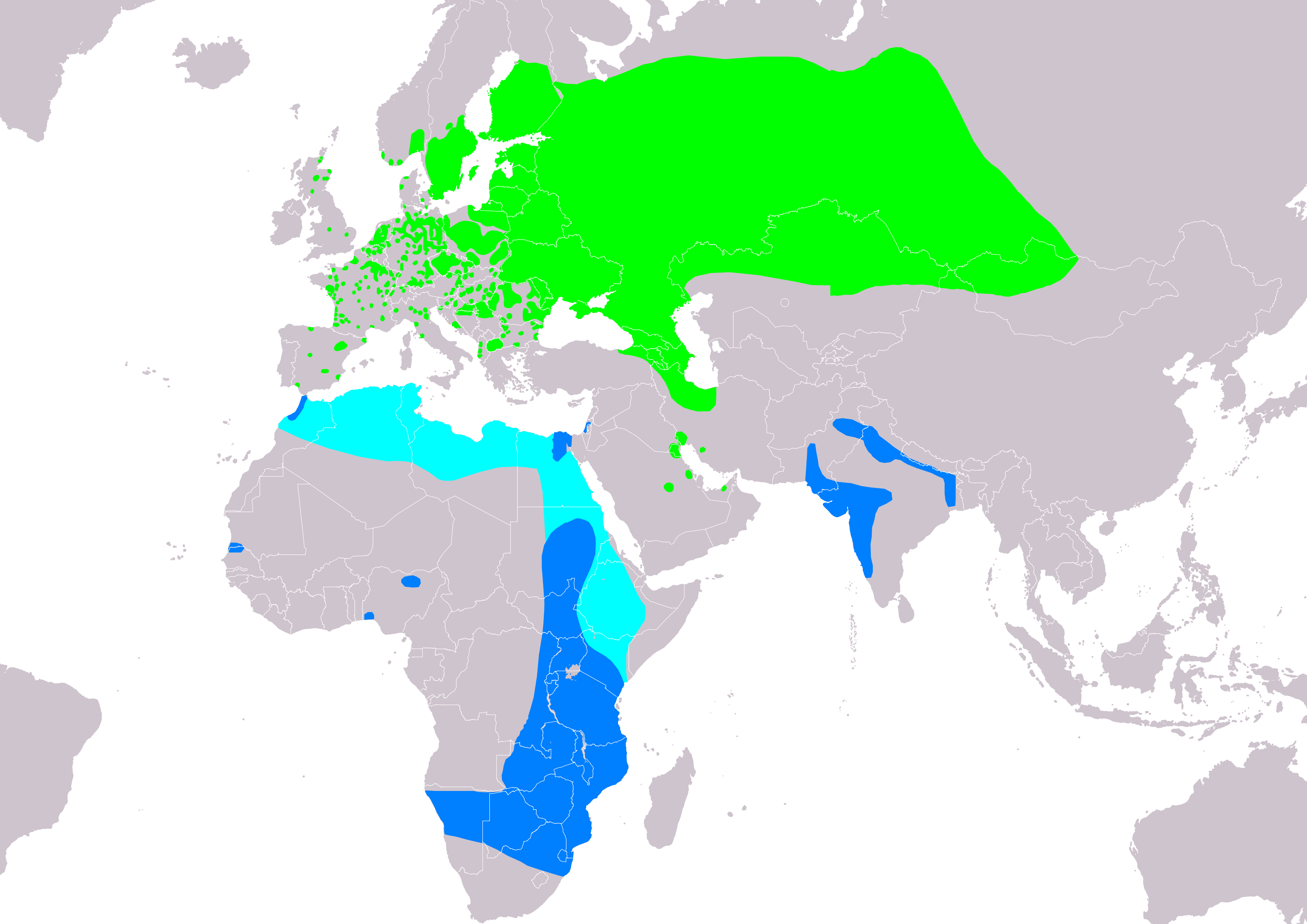

### Förekomst i Sverige
I Sverige förekommer den främst i den södra delen av landet till sydöstra Dalarna och vidare norrut längs östkusten till Västerbotten, sällsynt upp till Norrbotten och lappmarkerna. Den flyttar i augusti–oktober och återkommer i april–maj.

### Släktskap
Arten är närmast släkt med karolinasumphöna (Porzana carolina) och australisk sumphöna (Porzana fluminea). Tillsammans står de närmast sothönsen i Fulica och rörhönsen i Gallinula.

## Ekologi

### Häckning och biotop

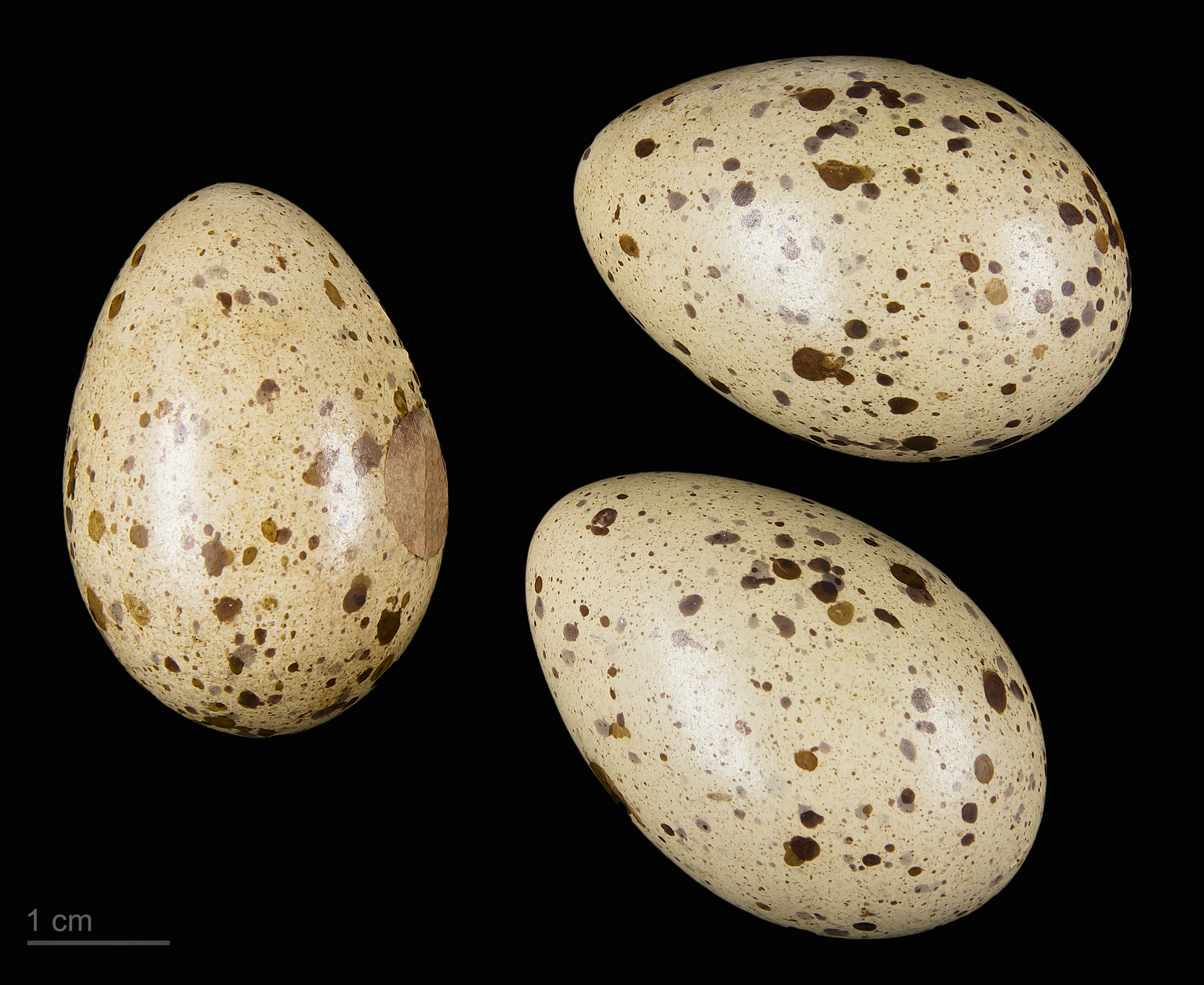
Ägg av småfläckig sumphöna.

Småfläckiga sumphönans häckningsområden är våtmarker och slättsjöar, där den föredrar gränszonen mellan rörvassen och åkermark. Arten är monogam. Den placerar boet på ett torrt ställe i sumpmarksvegetationen. Det inleds med att hanen påbörjar bygget av ett antal bon, ofta fyra till fem stycken varav honan väljer ett som hon sedan förbättrar. Boet består av en ansamling döda växtdelar, ofta ganska tunt gräs men även delar av fräken och säv, och som oftast skyddas av överhängande vegetation, som vass eller starr.
Kullen består vanligtvis av 10–12 ägg, men kan variera mellan 6–15. Båda könen ruvar äggen i 18–19 dygn per ägg. Ungarna kläcks vid olika tillfällen och de första stannar kvar i boet i två till tre dagar till övriga ungar är kläckta. Ungarna matas sedan av föräldrarna under de första dagarna och blir flygga efter drygt en månad. Arten börjar häcka vid ett års ålder.

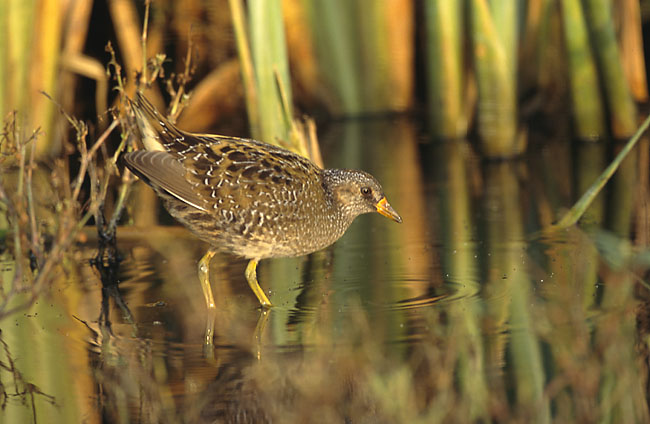

### Föda
Småfläckiga sumphönor pickar med näbben i lera eller grunt vatten eller tar föda som de ser. De äter mestadels insekter och vattendjur, men även en del vattenväxter som frön, blad, skott, rötter och alger. Viktig föda är sländor, skalbaggar, fjärilslarver, flugor, myror, snäckor och sniglar.

## Småfläckig sumphönan och människan

### Status och hot
Arten har ett stort utbredningsområde och en stor population med stabil utveckling. Utifrån dessa kriterier kategoriserar internationella naturvårdsunionen IUCN arten som livskraftig (LC). Den globala populationen uppskattas bestå av 500 000–1 miljon adulta individer. Beståndet i Europa uppskattas till mellan 120 000 och 260 000 par, varav 90 % tros finnas i Ryssland, Belarus, Rumänien och Ukraina.
I Sverige är arten upptagen på Artdatabankens rödlista från 2015 och kategoriseras som sårbar (VU). Beståndet är relativt litet, uppskattat till cirka 600 häckande individer. Arten tros minska i antal, även om beståndet kan fluktuera en hel del mellan olika år. Det största hotet mot småfläckig sumphöna är habitatförlust på grund av det intensifierade jordbruket. Mader och fuktängar har dränerats och överförts till åkermark, och åkrar skyddas från översvämning med vallar och diken. Även reglering av sjöar och vattenkraftanläggningar har bidragit, liksom igenväxning av grunda våtmarker.

### Taxonomi och namn
Småfläckig sumphöna beskrevs som art av Carl von Linné 1766, som Rallus porzana. Det vetenskapliga art- och släktesnamnet kommer av ett lokalt venetiskansk namn Porzana, Sforzana eller Sporzana för en sumphöna. Arten har förr ofta enbart kallats för sumphönan.